# Praça Barão de São José do Norte

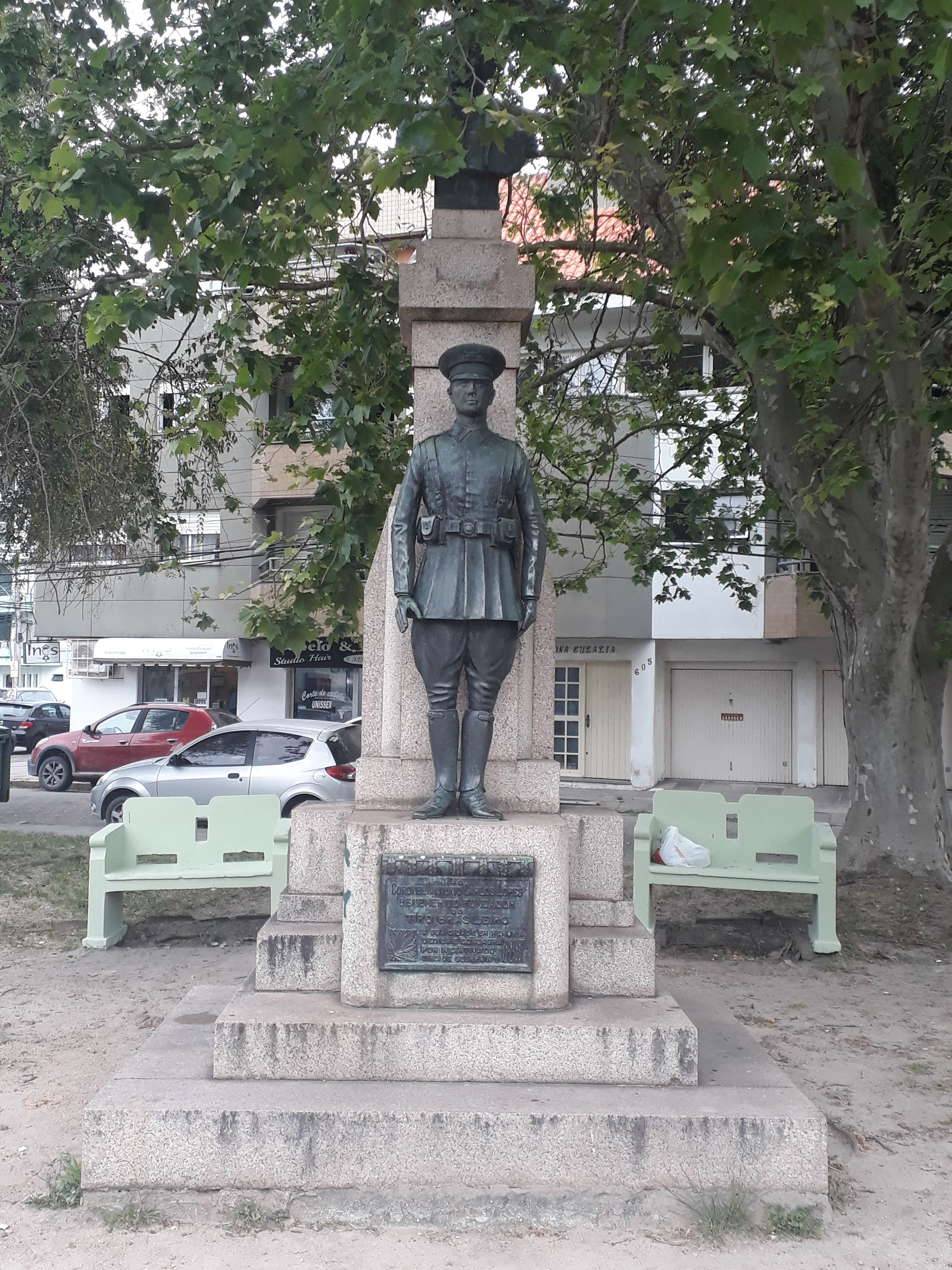
Monumento em homenagem ao Coronel Antonio Carlos Lopes.

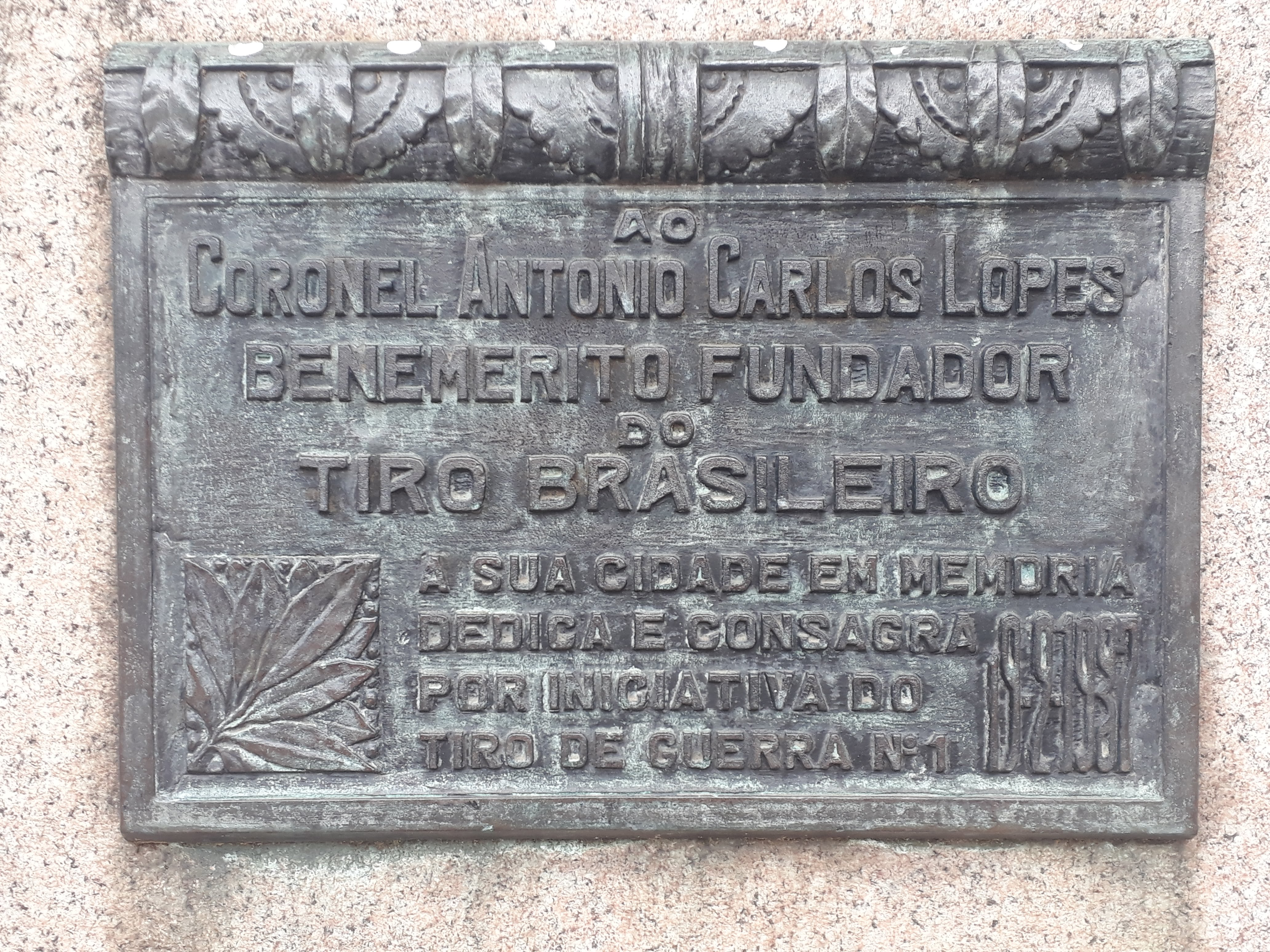
Detalhe da inscrição do monumento em homenagem ao Coronel Antonio Carlos Lopes.

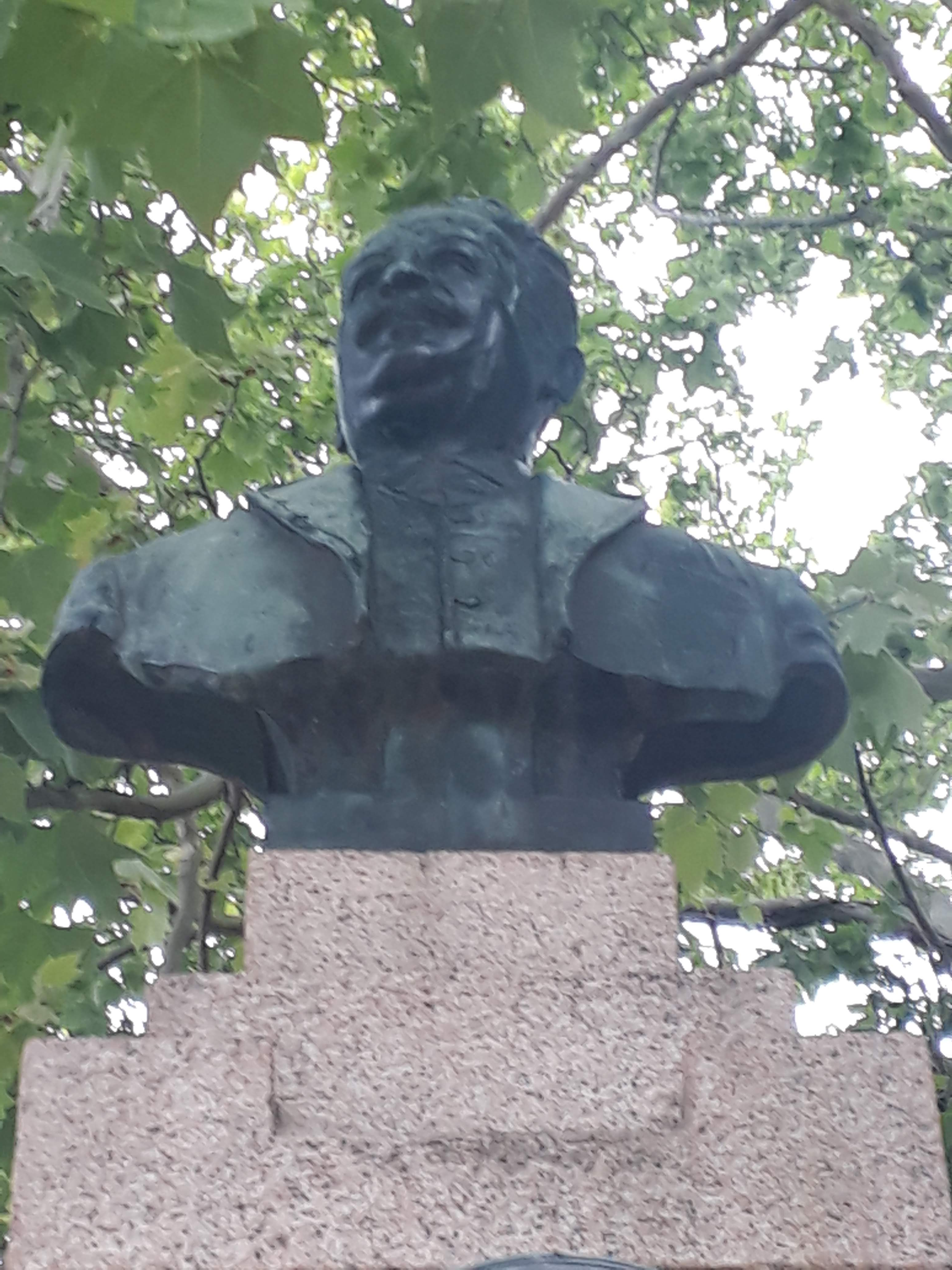
Busto em homenagem ao Coronel Antonio Carlos Lopes.

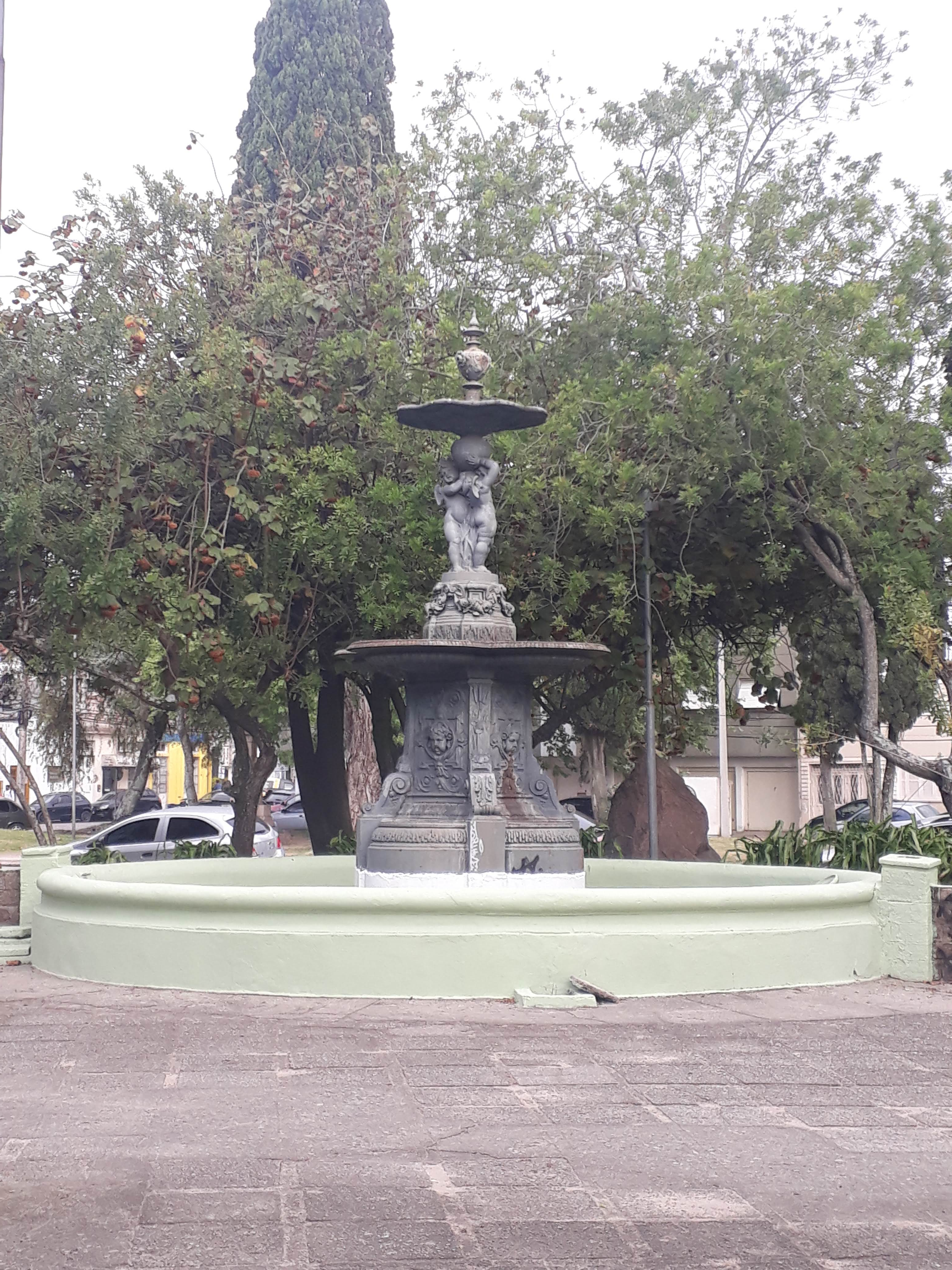
Chafariz da Praça Barão de São José do Norte.

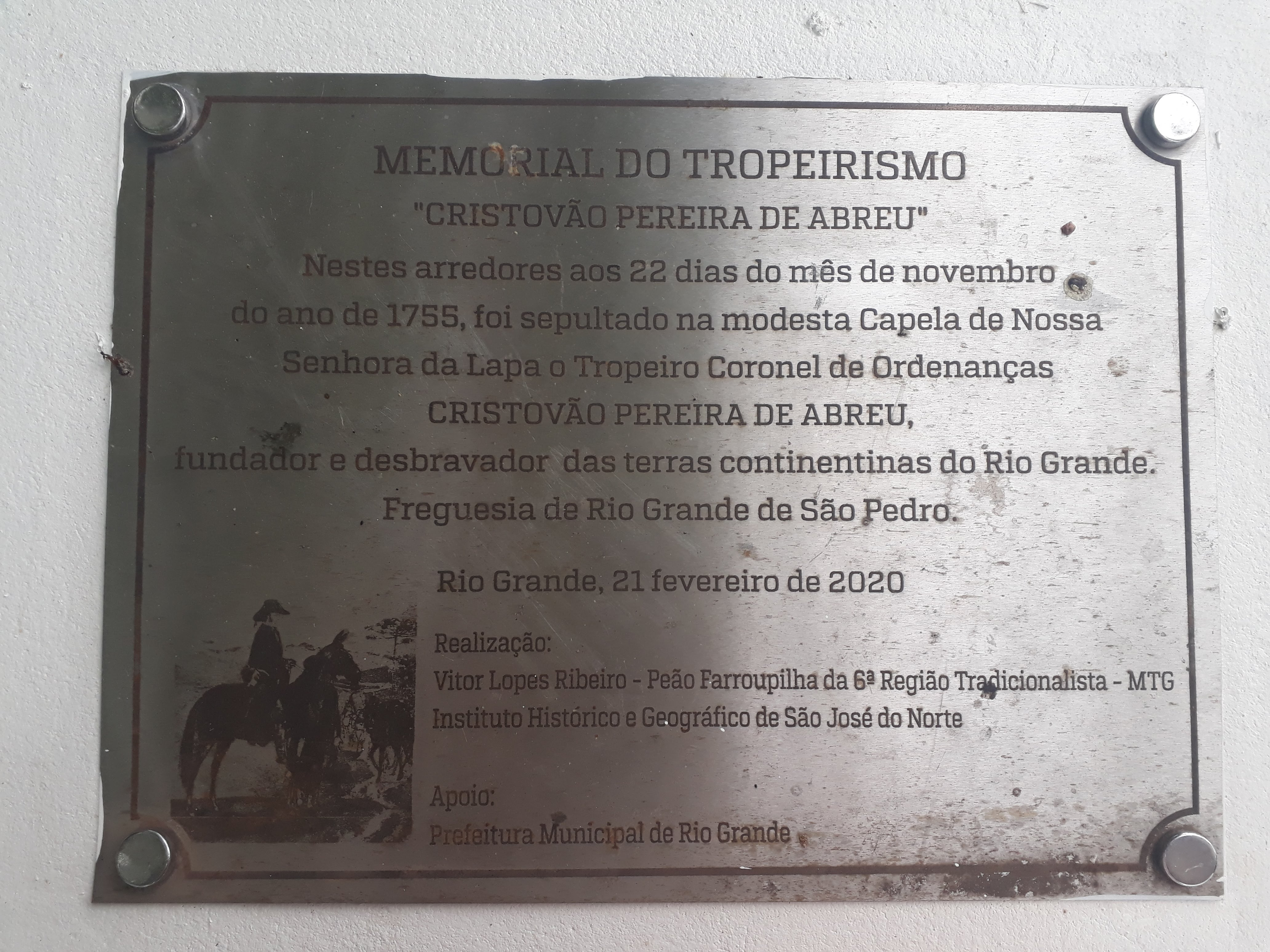
Memorial do tropeirismo.

A Praça Barão de São José do Norte fica localizada na cidade de Rio Grande entre as ruas General Canabarro e Visconde de Paranaguá, sendo atravessada pela rua Aquidabã.
Historicamente, ali ficava o patíbulo onde eram realizadas as execuções por enforcamento.
Atualmente, é adornado por um chafariz e abriga os monumentos em homenagem ao barão de São José do Norte, coronel Antônio Carlos Lopes e uma placa em homenagem ao cel. Cristóvão Pereira de Abreu.

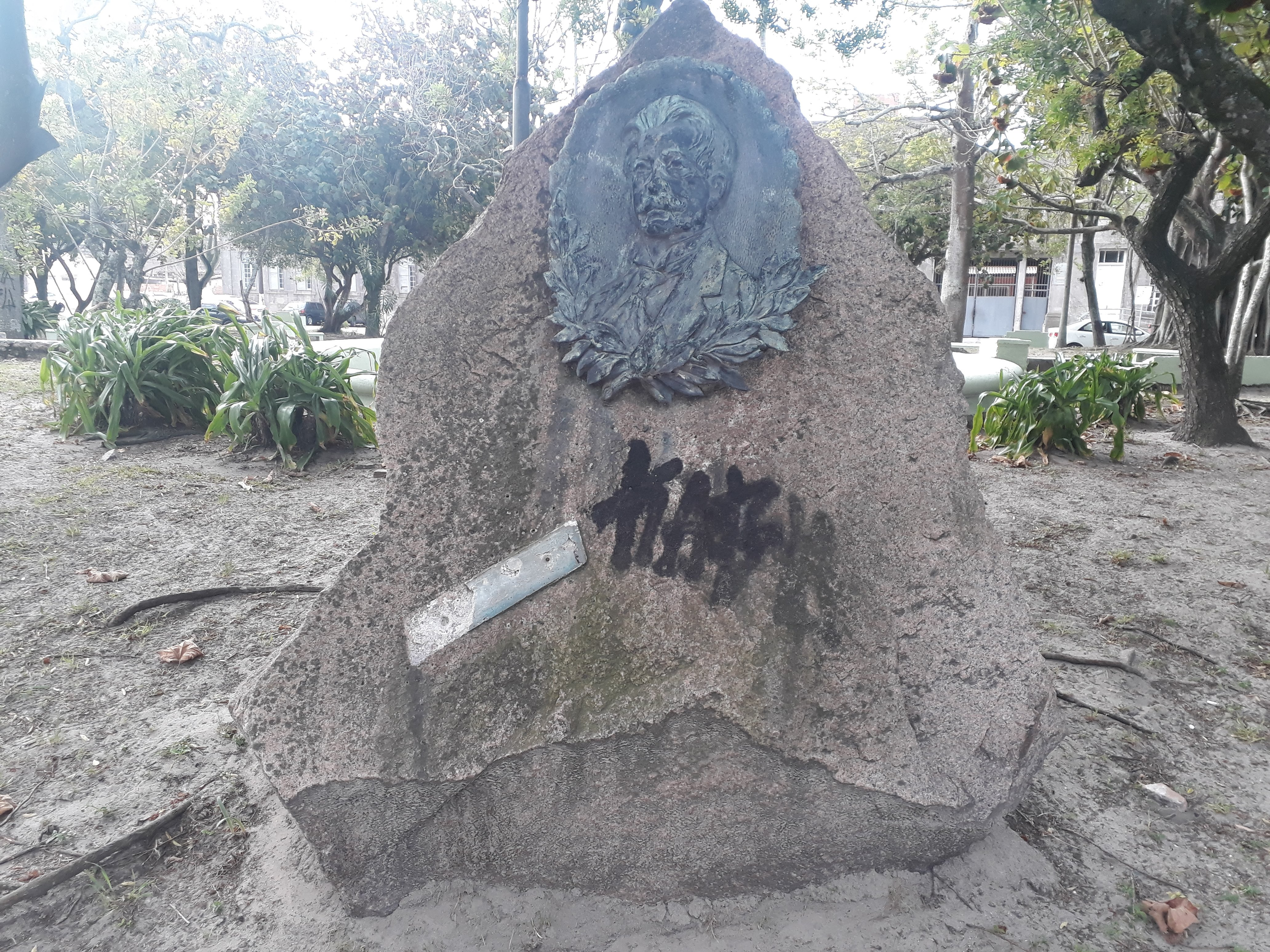
Efígie em homenagem ao Barão de São José do Norte localizada na praça de mesmo nome.